# Huwelijkspartner

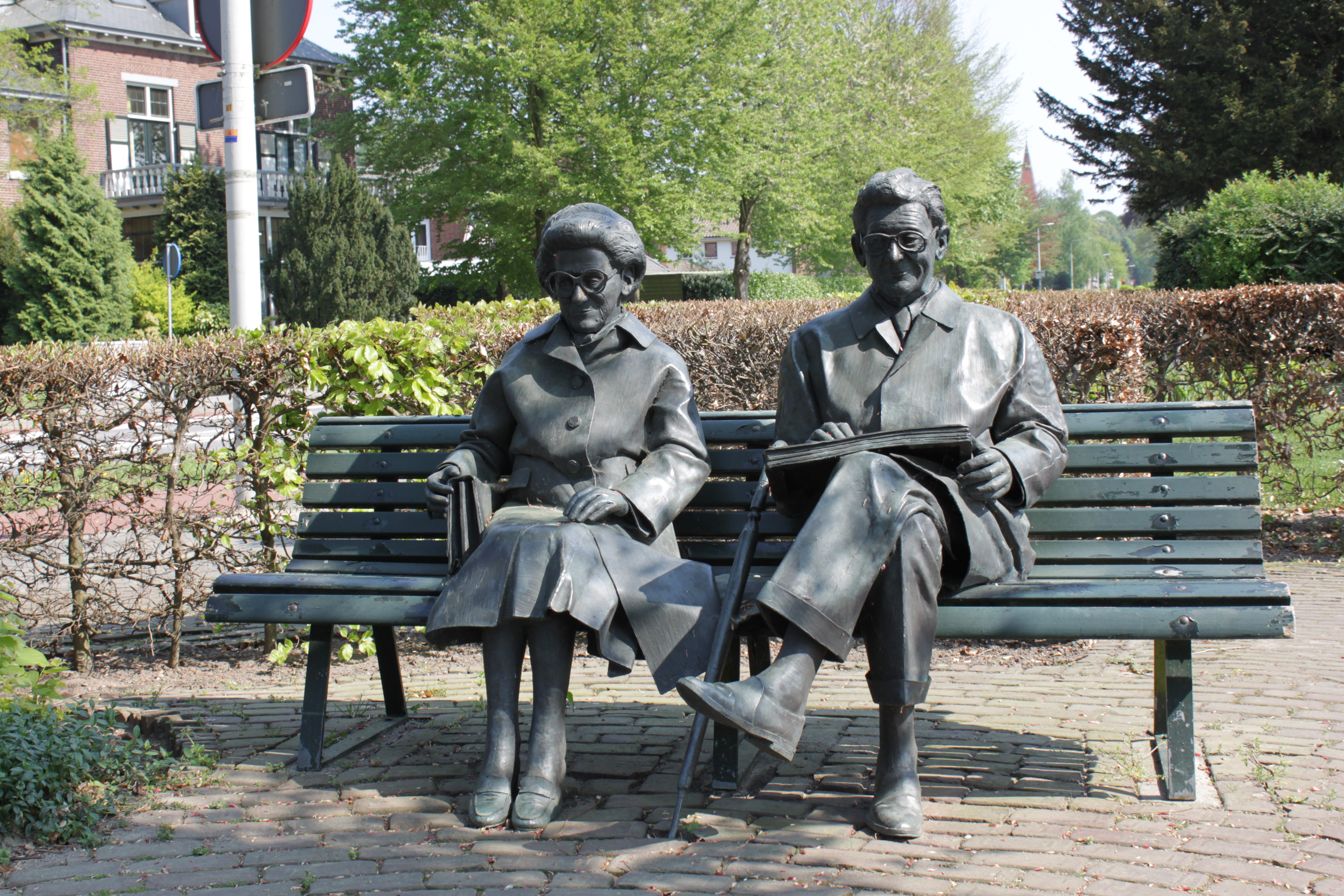
Beeld van Simon Carmiggelt en echtgenote Tiny, tegenover het gemeentehuis van gemeente Rheden

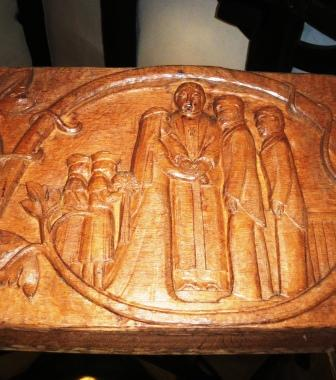
Het kerkelijk huwelijk tussen man en vrouw wordt hier door een geestelijke ingezegend.

Een huwelijkspartner is de (bij polygamie een) persoon met wie men gehuwd is. Het woord echtgenoot wordt afhankelijk van de context als synoniem gebruikt, of specifiek voor een mannelijke huwelijkspartner. Een vrouw wordt dan aangeduid met echtgenote. In het meervoud wordt ook de term echtelieden gebruikt. Samen vormen twee getrouwde personen een echtpaar. 
Eega, gade en wederhelft zijn formele Nederlandstalige synoniemen voor huwelijkspartner. De huwelijkspartner van een vorst(in) wordt ook wel gemaal of gemalin genoemd.
Wetten hebben sinds het einde van de 20e eeuw soms bepalingen die bepaalde andere vormen van partnerschap in meer of mindere mate gelijkstellen met huwelijkspartner zijn. Eeuwenlang kon een persoon alleen een huwelijkspartner van het andere geslacht hebben. Sinds het begin van de 21e eeuw is het in steeds meer, voornamelijk westerse landen mogelijk om met een persoon van hetzelfde geslacht een burgerlijk huwelijk aan te gaan.

## Juridische status
De juridische status van een huwelijkspartner en de specifieke rechten en plichten die aan die status verbonden zijn, verschillen aanzienlijk tussen de rechtsgebieden van de wereld. Deze regelingen worden meestal beschreven in de statuten van het familierecht. In veel delen van de wereld, waar het burgerlijk huwelijk niet zo gangbaar is, is er echter wel een huwelijk volgens gewoonterecht, dat meestal informeel door de gemeenschap wordt geregeld. In veel delen van de wereld zijn de huwelijksrechten en -verplichtingen gekoppeld aan de betaling van een bruidsschat of weduwengoed. Historisch gezien gaven veel samenlevingen aan mannen rechten en plichten die sterk verschilden van de rechten en plichten die aan vrouwen werden gegeven. Met name de controle over het huwelijksvermogen, het erfrecht en het recht om de activiteiten van de kinderen van het huwelijk te bepalen, werden doorgaans aan mannen gegeven. Deze praktijk is echter in veel landen in de twintigste eeuw sterk ingeperkt, en in modernere statuten worden de rechten en plichten van een huwelijkspartner meestal zonder verwijzing naar het geslacht vastgelegd.

## Voortplanting
Overal ter wereld kiezen de meeste huwelijkspartners kinderen te krijgen. Hoewel in westerse landen huwelijkspartners er soms voor kiezen om geen kinderen te krijgen, wordt een dergelijke keuze niet in alle delen van de wereld geapprecieerd. In vele culturen en religies verwacht men dat huwelijkspartners open staan om kinderen te krijgen. In het islamitische Noord-Ghana betekent de betaling van de bruidsprijs dat een vrouw aanvaardt om kinderen te baren en vrouwen die gebruik maken van geboortebeperking lopen het risico om bedreigd en gedwongen te worden.

## Kiezen van een huwelijkspartner
Er zijn vele manieren waarop een huwelijkspartner wordt gekozen, die variëren over de hele wereld, en omvatten liefdeshuwelijken, gearrangeerde huwelijken en gedwongen huwelijken. Dit laatste is in enkele rechtsgebieden een nietig huwelijk of een vernietigbaar huwelijk. Iemand dwingen om te trouwen is in de meeste landen ook een strafbaar feit.